# Jean Schadland
 (avril 2024).
Johann Schadland (né en 1311 ou 1312 à Cologne, mort le 1er avril 1373 à Coblence) fut grand inquisiteur du Saint-Empire romain germanique, nonce papale, évêque de Culm de 1359 à 1363, de Hildesheim de 1363 à 1365, évêque de Worms de 1365 à 1370 et 48e évêque d'Augsbourg de 1371 à 1372 ainsi qu'administrateur de Constance de 1371 à sa mort.

## Formation
Schadland est le fils d'Egbertus Galleator et de Christina de Schadelande. Très jeune, il rejoint le couvent dominicain de Cologne (de). Ici et au couvent dominicain de Francfort-sur-le-Main (de), il poursuit des études philosophiques et théologiques et obtient finalement son doctorat en théologie. En 1346, il est maître de conférences au couvent des Dominicains de Strasbourg, où il entre en contact avec le mystique Jean Tauler. En 1347, au nom de son ordre, il représente ses intérêts auprès de la ville de Cologne sur la question de propriété de la mainmorte.

## Service papal
Le pape Clément VI nomme Schadland Grand Inquisiteur d'Allemagne en 1348. Le pape Urbain V lui ordonne ainsi qu'à l'évêque de Strasbourg Jean II de Lichtenberg, les dominicains Ludwig de Caliga, Heinrich de Agro, Walter Kerlinger, Johannes de Moneta ou d'autres hommes appropriés de cet ordre dans les archidiocèses de Mayence, Trèves, Cologne, Salzbourg, Brême, Magdebourg, Riga et de nommer les diocèses de Kammin, Bamberg et Bâle comme inquisiteurs. À la suite de ces nominations, l'Inquisition persécute notamment les béguines à Strasbourg. Il occupe la fonction d'inquisiteur général jusqu'en 1364. Cependant, aucun document ne fut conservé sur les procès qu'il intente contre les hérétiques, à l'exception peut-être du procès de Bertold de Rohrbach à Spire en 1356, où la documentation fragmentaire ne fournit pas l'identité de l'inquisiteur. La raison du manque d'activité antihérétique de sa part est probablement le manque de soutien organisationnel du tribunal inquisitorial et le manque de fonds nécessaires pour mener des activités dans le domaine qui lui est assigné.
Entre 1359 et 1372, il est également nonce et collecteur du pape. Cette dernière fonction en particulier lui vaut de nombreux opposants.

## Épiscopats
Les papes d'Avignon qui suivent le pape Clément VI font de Schadland évêque dans de nombreux diocèses. Il devient d'abord évêque de Culm en 1359, où il se distingue particulièrement comme opposant aux Lollards. 
Les papes Urbain V et Grégoire XI apprécient Schadland pour son érudition. Schadland se montre un théologien. En 1361, il publie Tractatus de virtutibus cardinalibus qu'il écrivit à Culm et Hildesheim.
En 1363, il demande sa mutation au pape Urbain V. Le pape le nomme évêque d'Hildesheim en 1363 contre la volonté du chapitre de la cathédrale. Malgré ses tâches importantes au sein de l’Église, il est considéré davantage comme un érudit que comme un intervenant actif. La chronique des évêques d'Hildesheim le décrit comme étant presque étranger au monde. Il n'est pas à la hauteur des attaques du prince de Magnus de Brunswick. Derrière sa démission se cache le désir de s'installer dans un diocèse plus calme.
Il devient ensuite évêque de Worms en 1365. Là, un différend éclate avec les citoyens et le chapitre de la cathédrale. Il démissionne. Il s'arrête à Avignon lors d'un voyage en Italie et fait la demande d'un autre diocèse.
En 1371, Schadland s'installe dans le diocèse d'Augsbourg et est en même temps administrateur du diocèse de Constance. Mais il ne peut pas non plus s'affirmer à Augsbourg en raison de conflits entre les citoyens et le clergé, qui conduisent à des troubles. Il démissionne peu de temps après.
Jean Schadland meurt au couvent dominicain de Coblence (de). Il y est également enterré.